# Santo Domingo Roayaga
Santo Domingo Roayaga là một đô thị thuộc bang Oaxaca, México. Năm 2005, dân số của đô thị này là 863 người.